# Vražda Sophie Lancaster
Vražda Sophie Lancaster se udála v noci 11. srpna 2007. Dvacetiletá oběť byla spolu se svým přítelem Robertem Maltbym napadena skupinou pěti teenagerů ve věku mezi 15 až 17 lety v parku v anglickém městě Bacup v Lancashire. Jako první byl napaden Maltby, když se ho Lancaster snažila bránit, obrátili se dva útočníci, patnáctiletý Brendan Harris a šestnáctiletý Ryan Herebert proti ní a brutálně ji zbili do bezvědomí. Maltby skončil v nemocnici s poraněním mozku s trvalými následky, zranění Lancaster byla mnohem vážnější; byla v kómatu s vnitřním krvácením do mozku. Podle policie bylo dokonce v první chvíli těžké určit, jakého je Lancaster pohlaví. Jelikož se stav dívky nelepšil, rozhodli se jí její rodiče 24. srpna 2007 odpojit od přístrojů.
Všech pět útočníků bylo dopadeno a v dubnu roku 2008 odsouzeno. Brendan Harris a Ryan Herebert byli odsouzeni na doživotí. Další tři útočníci, kteří se podíleli pouze na útoku na Maltbyho dostali nižší tresty, šestnáctiletý Joseph Hulme a sedmnáctiletý Danny Hulme pět let a deset měsíců, stejně starý Daniel Mallett byl odsouzen na čtyři roky a jeden měsíc. Podle policie byla jediným důvodem útoku příslušnost Maltbyho a Lancaster ke gotické subkultuře, dle čehož také byli oblečení.